# Funkcja osobliwa

Wykres liczby zawirowania odwzorowania kolistego jest przykładem funkcji osobliwej. (Funkcja Cantora)

Funkcja osobliwa (określana również jako Diabelskie schody) – dowolna funkcja ƒ(x), określona dla przedziału [a, b], posiadająca następujące właściwości:
- ƒ(x) jest ciągła na [a, b].
- istnieje taki zbiór N o mierze 0, że dla każdego x spoza N pochodna ƒ ′(x) istnieje i jest równa zeru, tzn. pochodna f zanika niemal wszędzie. (czyli jest prawie wszędzie różniczkowalna i jej pochodna jest równa 0)
- ƒ(x) nie maleje na [a, b].
- ƒ(a) < ƒ(b).

Klasycznym przykładem funkcji osobliwej jest funkcja Cantora, nazywana czasami diabelskimi schodami. Istnieją jednak również inne funkcje tak nazywane. Jedna z nich jest określona przez odwzorowanie koliste.
Jeśli ƒ(x) = 0 dla wszystkich x ≤ a oraz ƒ(x) = 1 dla wszystkich x ≥ b, to można założyć, że dana funkcja przedstawia dystrybuantę dla zmiennej losowej, która ani nie jest cząstkową zmienną losową (gdyż prawdopodobieństwo wynosi zero w każdym punkcie) ani absolutnie ciągłą zmienną losową (gdyż gęstość prawdopodobieństwa jest zerowa wszędzie, gdzie jest określona).
Funkcje osobliwe występują przykładowo w strukturach w roztworach i magnesach, opisywanych przez model Frenkela i Kontorowa oraz model ANNNI, jak również w niektórych układach dynamicznych. Być może najpowszechniejszym przykładem są funkcje leżące u podstaw fraktalnego kwantowego efektu Halla.